# Saint-Avit-de-Tardes
Pour les articles homonymes, voir Saint-Avit.
Saint-Avit-de-Tardes est une commune française située dans le département de la Creuse en région Nouvelle-Aquitaine.

## Géographie
|       | Saint-Silvain-Bellegarde |               |
| Néoux | Saint-Avit-de-Tardes     | La Villetelle |
|       | Saint-Pardoux-d'Arnet    |               |

### Climat
Pour des articles plus généraux, voir Climat de la Nouvelle-Aquitaine et Climat de la Creuse.
Historiquement, la commune est exposée à un climat montagnard.  
En 2020, Météo-France publie une typologie des climats de la France métropolitaine dans laquelle la commune est exposée à un climat de montagne et est dans la région climatique  Ouest et nord-ouest du Massif Central, caractérisée par une pluviométrie annuelle de 900 à 1 500 mm, maximale en automne et en hiver.
Pour la période 1971-2000, la température annuelle moyenne est de 9,6 °C, avec  une amplitude thermique annuelle de 15 °C. Le cumul annuel moyen de précipitations est de 976 mm, avec 12,2 jours de précipitations en janvier et 7,8 jours en juillet. Pour la période 1991-2020, la température moyenne annuelle observée sur la station météorologique la plus proche, située sur la commune de Néoux à 2 km à vol d'oiseau, est de 10,2 °C et le cumul annuel moyen de précipitations est de 977,8 mm,. Pour l'avenir, les paramètres climatiques de la commune estimés pour 2050 selon différents scénarios d’émission de gaz à effet de serre sont consultables sur un site dédié publié par Météo-France en novembre 2022.

## Urbanisme

### Typologie
Au 1er janvier 2024, Saint-Avit-de-Tardes est catégorisée commune rurale à habitat très dispersé, selon la nouvelle grille communale de densité à 7 niveaux définie par l'Insee en 2022.
Elle est située hors unité urbaine. Par ailleurs la commune fait partie de l'aire d'attraction d'Aubusson, dont elle est une commune de la couronne,. Cette aire, qui regroupe 34 communes, est catégorisée dans les aires de moins de 50 000 habitants,.

### Occupation des sols
L'occupation des sols de la commune, telle qu'elle ressort de la base de données européenne d’occupation biophysique des sols Corine Land Cover (CLC), est marquée par l'importance des territoires agricoles (67,2 % en 2018), en diminution par rapport à 1990 (69,2 %). La répartition détaillée en 2018 est la suivante : 
prairies (56,5 %), forêts (27,1 %), zones agricoles hétérogènes (10,8 %), espaces verts artificialisés, non agricoles (5,7 %). L'évolution de l’occupation des sols de la commune et de ses infrastructures peut être observée sur les différentes représentations cartographiques du territoire : la carte de Cassini (XVIIIe siècle), la carte d'état-major (1820-1866) et les cartes ou photos aériennes de l'IGN pour la période actuelle (1950 à aujourd'hui).

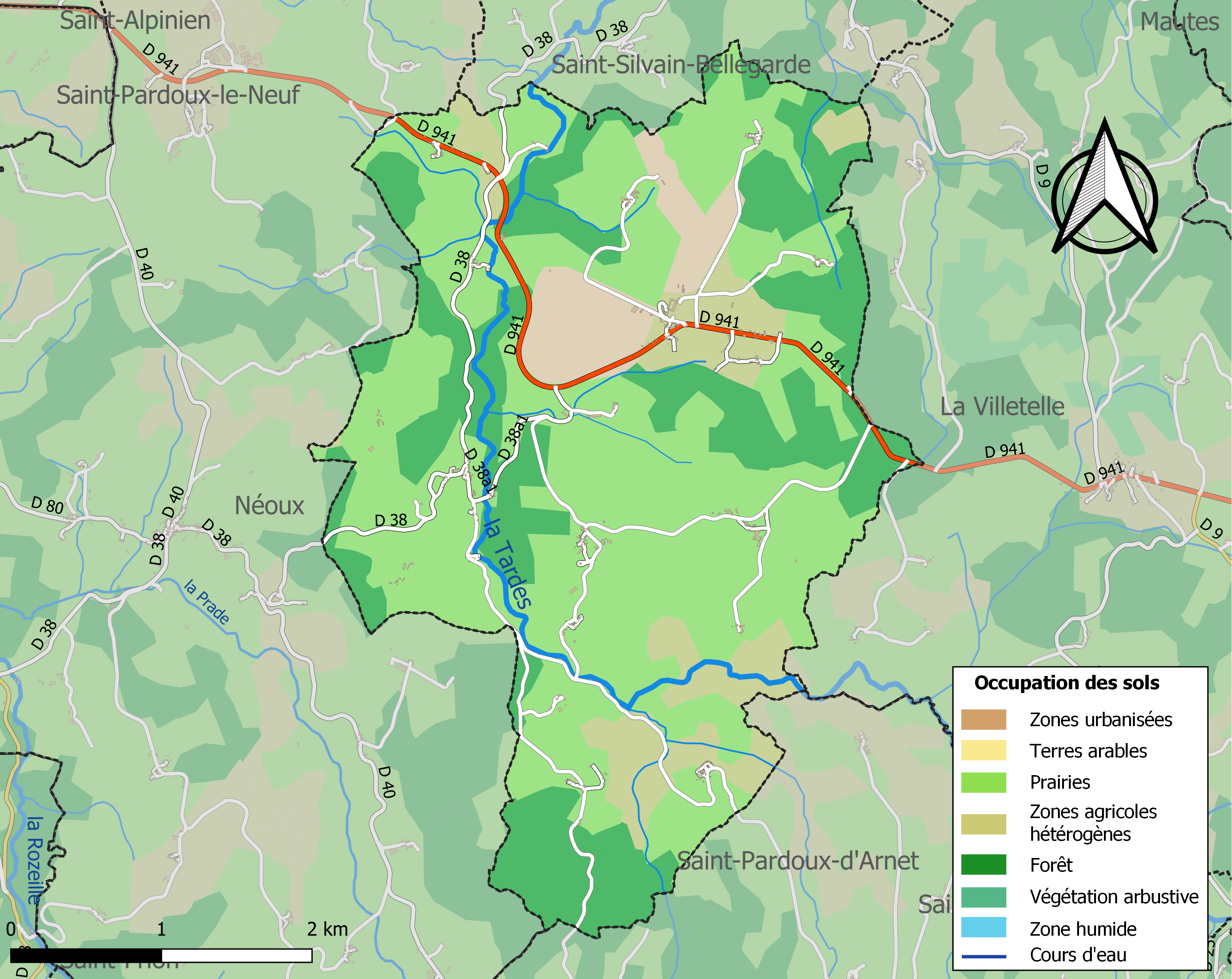
Carte des infrastructures et de l'occupation des sols de la commune en 2018 (CLC).

#### Transport routier
- Réseau TransCreuse

### Risques majeurs
Le territoire de la commune de Saint-Avit-de-Tardes est vulnérable à différents aléas naturels : météorologiques (tempête, orage, neige, grand froid, canicule ou sécheresse) et séisme (sismicité faible). Il est également exposé à un risque particulier : le risque de radon. Un site publié par le BRGM permet d'évaluer simplement et rapidement les risques d'un bien localisé soit par son adresse soit par le numéro de sa parcelle.

#### Risques naturels

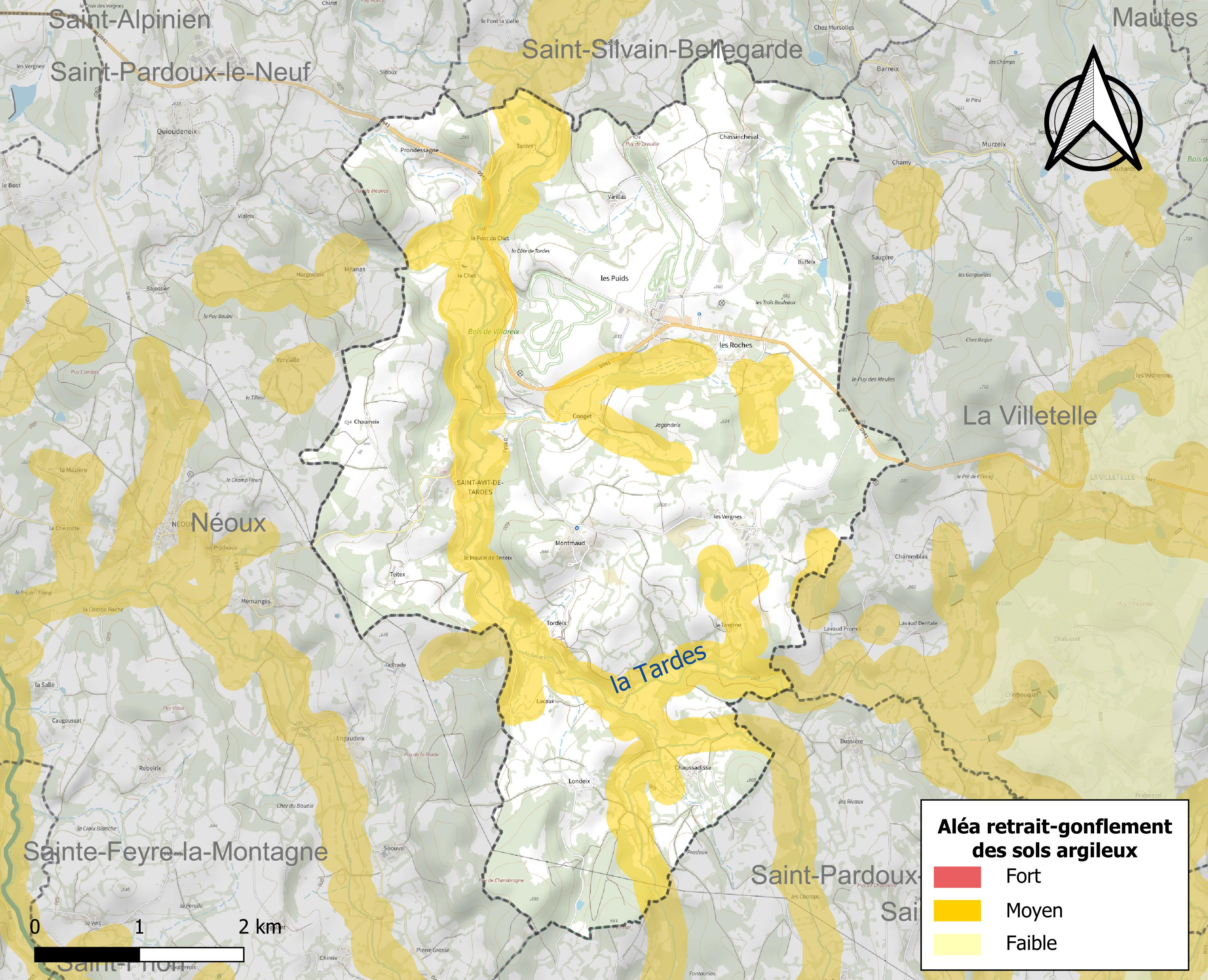
Carte des zones d'aléa retrait-gonflement des sols argileux de Saint-Avit-de-Tardes.

Le retrait-gonflement des sols argileux est susceptible d'engendrer des dommages importants aux bâtiments en cas d’alternance de périodes de sécheresse et de pluie. 24,8 % de la superficie communale est en aléa moyen ou fort (33,6 % au niveau départemental et 48,5 % au niveau national). Sur les 155 bâtiments dénombrés sur la commune en 2019,  42 sont en aléa moyen ou fort, soit 27 %, à comparer aux 25 % au niveau départemental et 54 % au niveau national. Une cartographie de l'exposition du territoire national au retrait gonflement des sols argileux est disponible sur le site du BRGM,.
Par ailleurs, afin de mieux appréhender le risque d’affaissement de terrain, l'inventaire national des cavités souterraines permet de localiser celles situées sur la commune.
La commune a été reconnue en état de catastrophe naturelle au titre des dommages causés par les inondations et coulées de boue survenues en 1982 et 1999. Concernant les mouvements de terrains, la commune a été reconnue en état de catastrophe naturelle au titre des dommages causés par des mouvements de terrain en 1999.

#### Risque particulier
Dans plusieurs parties du territoire national, le radon, accumulé dans certains logements ou autres locaux, peut constituer une source significative d’exposition de la population aux rayonnements ionisants. Certaines communes du département sont concernées par le risque radon à un niveau plus ou moins élevé. Selon la classification de 2018, la commune de Saint-Avit-de-Tardes est classée en zone 3, à savoir zone à potentiel radon significatif.

## Histoire
Saint Avit de Tardes porta plusieurs noms au fil des siècles : Parrochia sancti Aviti de Tarda en 1157, Sanctus Avitus en 1201, Capellanus sancti Aviti au XIVe siècle, paroisse de Saint Avit de Tarde en 1462, Sainct Avit de Tarde en 1554. Il y avait dans cette église une vicaierie appelé le Rosaire. La famille éponyme possédait le fief de ce nom au 14e siècle, mais en 1500, cette seigneurie appartenait aux Vallenet d’Aubusson et plus tard, aux de La Roche Aymon de Barmon. Au chet, sur les bords de la Tardes, on trouve les ruines de l’ancien château du Chier de Barmon. Pierre de la Roche Aymon en était seigneur en 1620. Henriette Françoise de La Roche Aymon le porta en dot, en 1736, à Just Henri du Bourg comte de Saint Plogues qui périt sur l’échafaud révolutionnaire en 1793. Le Chier de Barmon fut vendu avec ses dépendances en 1801, au général Espagne qui, après 1806, le vendit à divers cultivateurs du voisinage.

C'est au pied du château familial de Saint-Avit-de-Tardes que Pierre Bardinon crée de toutes pièces en 1963 le circuit du Mas du Clos. Cet industriel de la pelleterie et du cuir (entreprise Chapal) est depuis tout jeune un passionné de sport automobile, et en 1963 il se lance dans le grand bain en ouvrant ce magnifique circuit « à l’ancienne » long de 3.071 km dans sa version définitive datant de 1967.
En 1963, le circuit mesure environ 400 mètres. Avec la création de l'ASA Mas du Clos en 1965 arrive l’homologation pour tous les entraînements et compétitions hors public. 1967 voit l’arrivée du circuit actuel et la nouvelle se répand très vite dans le monde automobile et sportif.
En 2003, Michel Vaillant, film français réalisé par Louis-Pascal Couvelaire, est tourné sur le circuit . Il est librement adapté de la bande dessinée du même nom de Jean Graton et Philippe Graton.

## Politique et administration

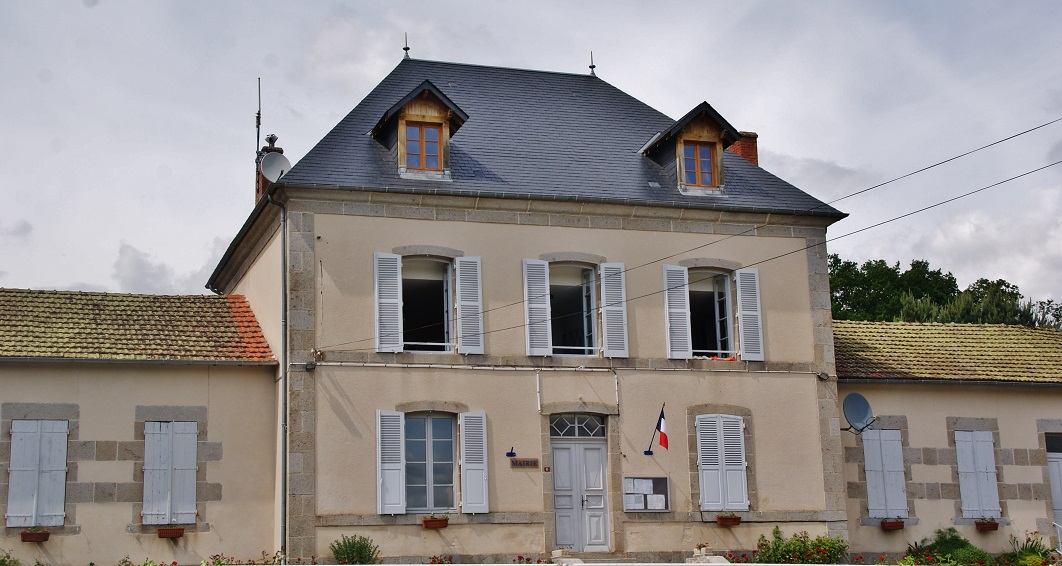
La mairie.

| Période                                  | Période  | Identité         | Étiquette | Qualité                     |
| ---------------------------------------- | -------- | ---------------- | --------- | --------------------------- |
| mars 2001                                | 2008     | Pierrette Legros | UMP       |                             |
| mars 2008                                | 2014     | Pascal Devars    |           |                             |
| mars 2014                                | En cours | Pierrette Legros | UMP-LR    | Retraitée Fonction publique |
| Les données manquantes sont à compléter. |          |                  |           |                             |

## Démographie
L'évolution du nombre d'habitants est connue à travers les recensements de la population effectués dans la commune depuis 1793. Pour les communes de moins de 10 000 habitants, une enquête de recensement portant sur toute la population est réalisée tous les cinq ans, les populations de référence des années intermédiaires étant quant à elles estimées par interpolation ou extrapolation. Pour la commune, le premier recensement exhaustif entrant dans le cadre du nouveau dispositif a été réalisé en 2006.

En 2022, la commune comptait 163 habitants, en évolution de −6,32 % par rapport à 2016 (Creuse : −3,32 %, France hors Mayotte : +2,11 %).
| 1793 | 1800 | 1806 | 1821 | 1831 | 1836 | 1841 | 1846 | 1851 |
| ---- | ---- | ---- | ---- | ---- | ---- | ---- | ---- | ---- |
| 744  | 675  | 807  | 701  | 902  | 839  | 842  | 836  | 836  |

| 1856 | 1861 | 1866 | 1872 | 1876 | 1881 | 1886 | 1891 | 1896 |
| ---- | ---- | ---- | ---- | ---- | ---- | ---- | ---- | ---- |
| 814  | 705  | 684  | 680  | 680  | 658  | 667  | 680  | 646  |

| 1901 | 1906 | 1911 | 1921 | 1926 | 1931 | 1936 | 1946 | 1954 |
| ---- | ---- | ---- | ---- | ---- | ---- | ---- | ---- | ---- |
| 650  | 632  | 618  | 517  | 522  | 480  | 484  | 435  | 354  |

| 1962 | 1968 | 1975 | 1982 | 1990 | 1999 | 2006 | 2011 | 2016 |
| ---- | ---- | ---- | ---- | ---- | ---- | ---- | ---- | ---- |
| 330  | 284  | 248  | 212  | 206  | 171  | 194  | 187  | 174  |

| 2021 | 2022 | - | - | - | - | - | - | - |
| ---- | ---- | - | - | - | - | - | - | - |
| 166  | 163  | - | - | - | - | - | - | - |

## Lieux et monuments

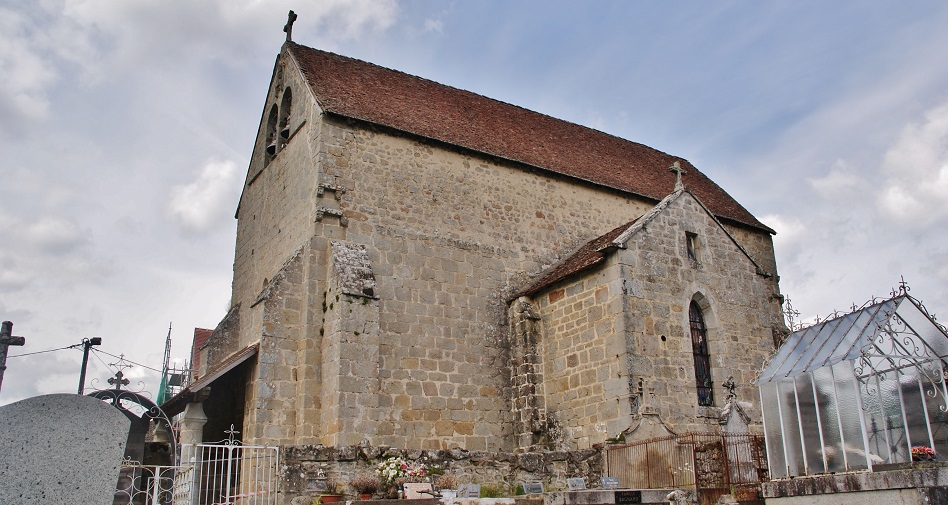
L'église Saint-Avit.

- Le prieuré et l'église paroissiale Saint-Avit. L'édifice a été inscrit au titre des monuments historique en 1963[22].

## Personnalités liées à la commune
- Pierre Bardinon crée de toutes pièces en 1963 le circuit du Mas du Clos.